# Luisenplatz (Darmstadt)
Der Luisenplatz ist der Stadtmittelpunkt von Darmstadt. Er wurde 1820 nach Großherzogin Luise Henriette Karoline von Hessen-Darmstadt (1761–1829) benannt, der Ehefrau Ludwig I. von Hessen-Darmstadt.

## Geschichte

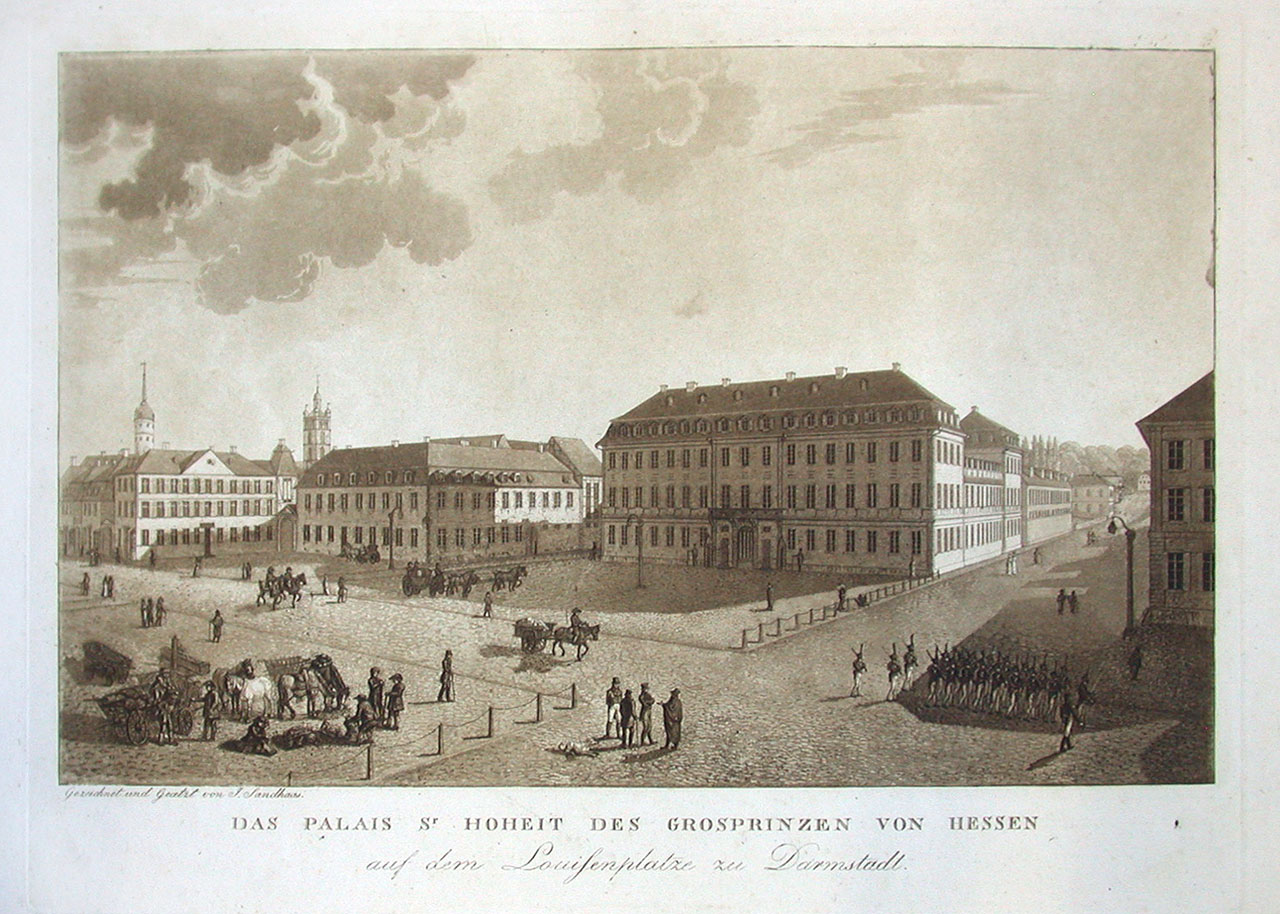
Ansicht vom Luisenplatz und dem Alten Palais, (nach 1803, vermutlich um 1815), Radierung von Josef Sandhaas, heute ist dort das Luisencenter

Im 1698 entstandenen „Hugenottenplan“ ist erstmals die Gestalt des Platzes dargestellt, die in einem Plan aus dem Jahr 1715, der Louis Remy de la Fosse zugeschrieben wird, unverändert blieb. Die Ausklinkungen der Rheinstraßenecken existierten nur an der Ostseite des Platzes und wurden 1791 im klassizistischen Bebauungsplan von Johann Helfrich Müller auch für die Westseite vorgesehen. 1770 bis 1780 entstand an der nördlichen Seite das Kollegiengebäude, 1794 folgten die Eckhäuser an der unteren Rheinstraße, 1798 und 1804 die Gebäude an der Wilhelminenstraße. Den Abschluss der ursprünglich barocken und klassizistischen Randbebauung bildete 1804 das Wohnhaus für den Kammerrat Moldenhauer an der südlichen Seite, das spätere Prinz-Alexander-Palais. 1844 wurde die Ludwigssäule im Zentrum des Parade- und Flanierplatzes aufgestellt. Im Rahmen einer Umgestaltung wurden 1882 Bäume gepflanzt und Grünflächen angelegt.
Im Großherzogtum Hessen bildete der Luisenplatz das politische Zentrum des Landes. Am Luisenplatz befand sich das Alte Palais (die Residenz des Großherzogs, 1944 zerstört, heute ist dort das Luisencenter), das Kollegiengebäude (der Regierungssitz, heute der Sitz des Regierungspräsidiums Darmstadt) und das Ständehaus, der Sitz der Landstände des Großherzogtums Hessen und von dem Landtag des Volksstaates Hessen.
Von 1933 bis 1945 hieß der Luisenplatz „Adolf-Hitler-Platz“.

## Platzgestaltung und Bebauung

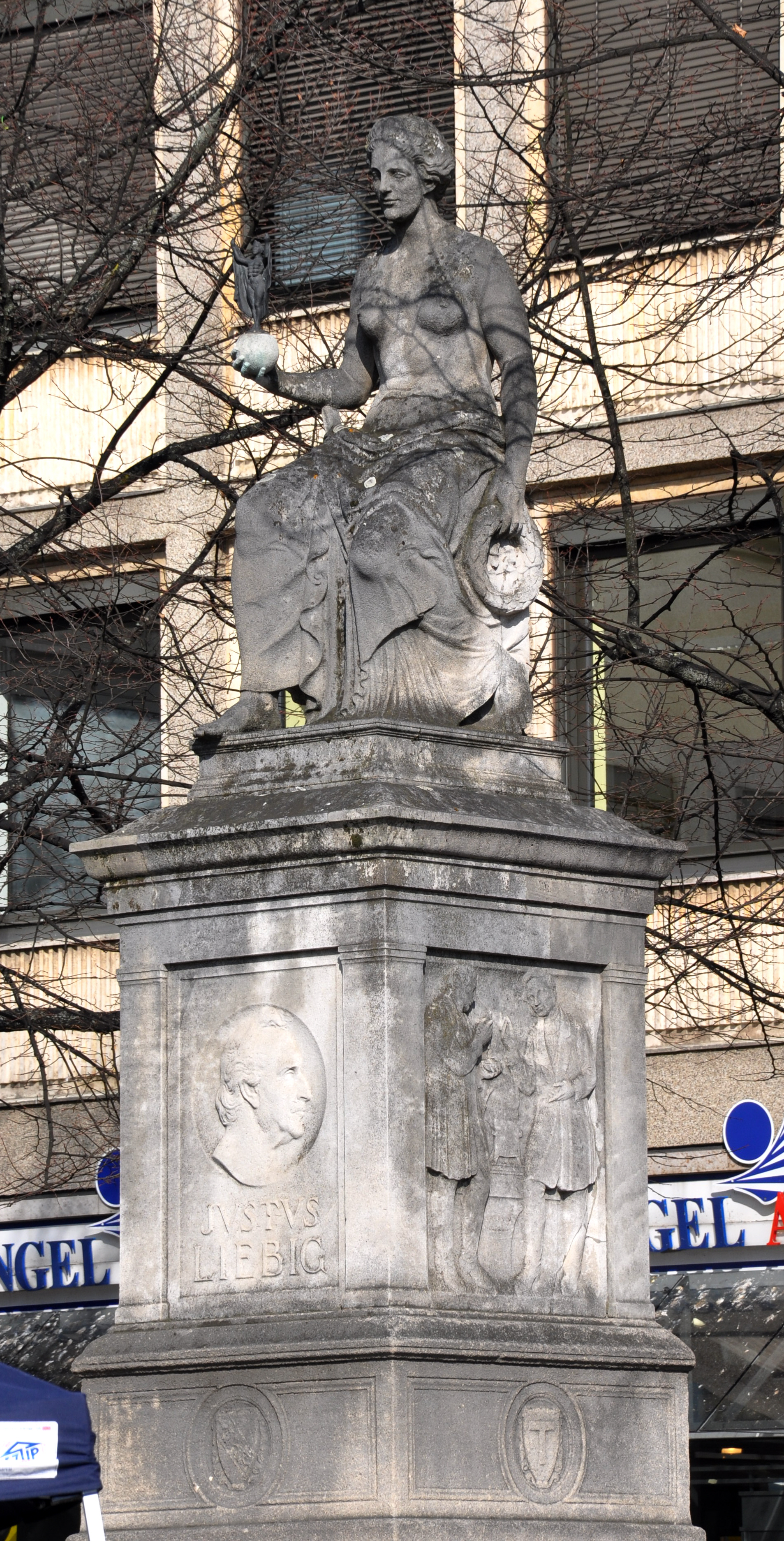
Justus-von-Liebig-Denkmal

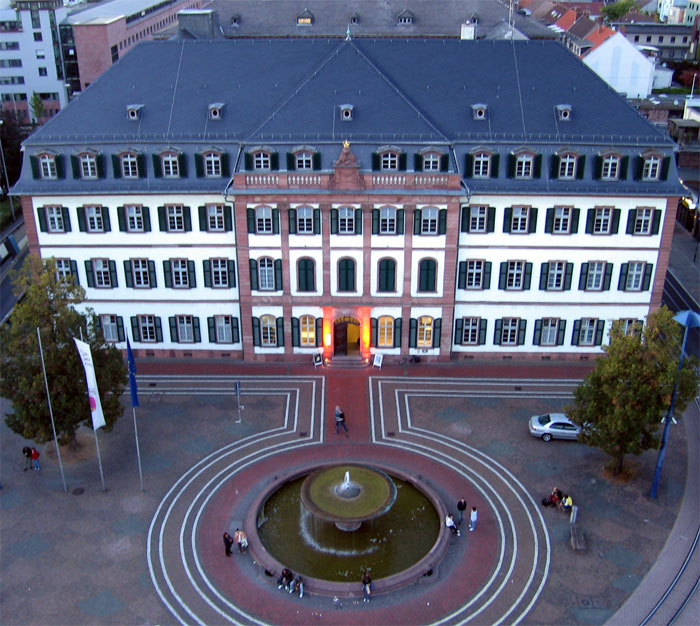
Kollegiengebäude am Luisenplatz

Der Platz hat eine kreuzförmige Grundanlage. In der Mitte des Platzes steht das 1844 eingeweihte, 39 Meter hohe Ludwigsmonument, genannt Langer Ludwig oder Langer Lui. Auf der Nord- und der Südseite des Platzes befinden sich zwei Brunnenschalen von Joseph Maria Olbrich, die seit 1908 den Luisenplatz schmücken und mit dem Ludwigsmonument zusammen eine Achse bilden. Zuvor stand hier bis 1840 der durch Landesbaumeister Franz Heger gefertigte Löwenbrunnen. Das Justus-Liebig-Denkmal, 1913 von Heinrich Jobst gestaltet, steht auf der Ostseite des Platzes.
Die Randbebauung des Platzes wurde bei alliierten Luftangriffen im Zweiten Weltkrieg zerstört. Daher stammt der größte Teil der Bebauung aus der Nachkriegszeit. Lediglich das an der nördlichen Stirnseite des Platzes stehende spätbarocke Kollegiengebäude wurde wieder aufgebaut. Hier hat das Regierungspräsidium Darmstadt seinen Sitz. Auf der Südseite des Platzes befindet sich das Einkaufszentrum Luisencenter, das 1975 bis 1977 nach Plänen des Darmstädter Architekten Theodor Josef Seifert errichtet wurde. Direkt daneben an der Südostseite des Luisenplatzes liegt das Neue Darmstädter Rathaus.

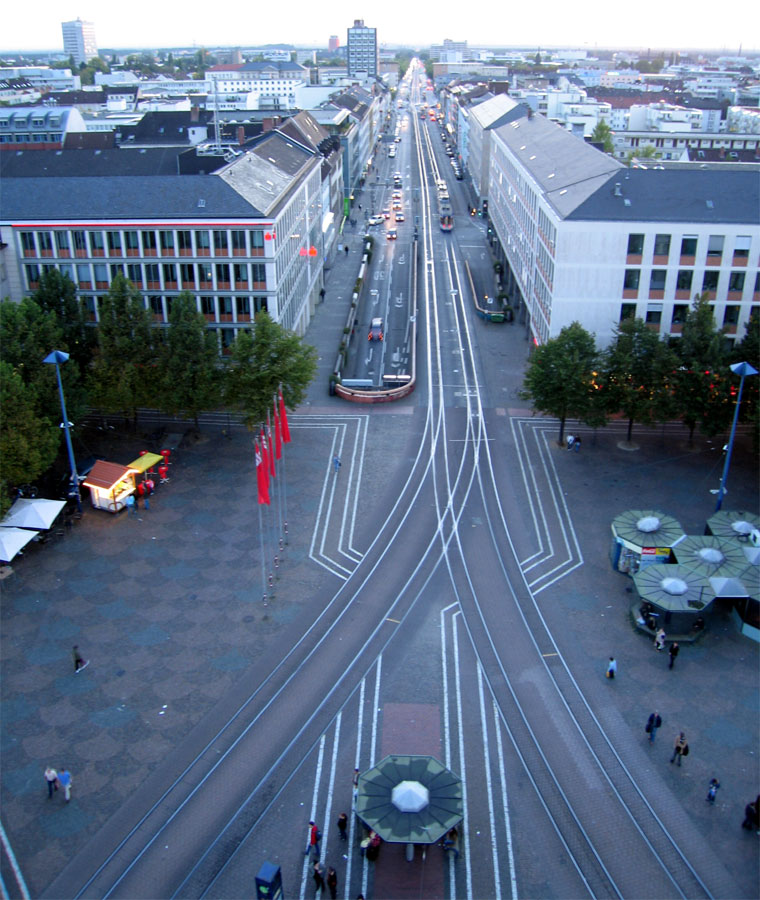
Rheinstraße mit Sparkasse und Wilhelminenhaus

Auf der Westseite steht ein Gebäude der Stadt- und Kreissparkasse Darmstadt, das von 1955 bis 1956 nach Plänen von Ernst Samesreuther in Stahlbetonskelettbauweise errichtet wurde. Bis zu seiner Zerstörung im Zweiten Weltkrieg war auf dem Grundstück das Ständehaus, das 1836 bis 1839 erbaut worden war. Auf der gegenüberliegenden Seite ist das Bürogebäude Wilhelminenhaus, ein Dienstgebäude des Regierungspräsidiums Darmstadt, das auch ein Postamt beherbergt. Der Gebäudekomplex wurde von 1959 bis 1962 für das Posttechnische Zentralamt nach Plänen der Frankfurter Architekten Max Meid und Helmut Romeick errichtet. Zuvor stand an der Ecke Rheinstraße/Luisenplatz bis zur Zerstörung 1944 das Hauptpostamt, 1881 errichtet und daneben das Prinz-Alexander-Palais.
Durch die querenden Straßenbahnlinien wurde die Funktion des Platzes verändert und durch die Neubauten der 1950er Jahre verlor er seinen historischen Charakter. Die letzte Neugestaltung des Pflasters zur Betonung der klassizistischen Grundstruktur fand 1980 statt.

## Verkehr
Der Platz ist Teil der Fußgängerzone und seit 1889 ein zentraler Knotenpunkt des Darmstädter Nahverkehrs. Er wird heute von acht der insgesamt neun Linien der Darmstädter Straßenbahn sowie von diversen Buslinien bedient. Die Gleisanlagen und Haltestellen wurden jedoch seit 1899 mehrmals geändert. Unter dem westlichen Teil des Platzes, im Bereich der Wilhelminenstraße, befindet sich der Tunnel Wilhelminenstraße, Teil eines Einbahnringes um den Stadtkern, der auch der Erschließung der Tiefgaragen unter dem Luisencenter und dem Kaufhaus Karstadt dient.